# Carl Gustav Hempel
Carl Gustav Hempel (Oranienburg, 8 de gener de 1905 - Princeton, Nova Jersey, 9 de novembre 1997) va ser un filòsof empirista lògic i epistemològic d'origen alemany nacionalitzat nord-americà, un dels principals fundadors del positivisme lògic. Va ser el fundador del Model Nomológico-Deductiu de les ciències. Destacat representant del cercle de Viena, va emigrar als Estats Units l'any 1937, on va exercir com a professor en diverses universitats i on publicà diversos treballs sobre lògica simbòlica i filosofia de la ciència. És autor de L'explicació científica (1965) i Ment i cosmos (en col·laboració amb altres autors, 1966). La seva última obra va ser Fonaments de la formació de conceptes en ciència empírica (1988).
Nasqué a Orianenburg, Brandenburg Alemanya, estudià a Berlín i el 1923 entrà a estudiar a la universitat de Göttingen on cursà estudis de matemàtica amb David Hilbert i Edmund Landau i lògica simbòlica amb Heinrich Behmann. A la Universitat de Heidelberg també estudià física amb Max Planck i lògica amb John von Neumann.
Conegué i treballà amb Paul Oppenheim i junts, el 1932, publicaren un treball de teoria de la lògica. El 1934, obtingué el doctorat en filosofia a Berlín amb un treball sobre la teoria de la probabilitat.
Carl Gustav Hempel és una figura clau en l'epistemologia del segle xx, a la qual va desenvolupar diversos conceptes aclaridors sobre la naturalesa de l'explicació científica que va tenir, en la primera meitat del segle, una forta hegemonia filosòfica, és per això considerat com una figura central del positivisme lògic, corrent filosòfic abocada a l'estudi del llenguatge científic i fervorosa crítica de tota mena de metafísica.